# Dino (album 1965)
Dino è il primo album ufficiale dell'omonimo cantante yéyé e beat italiano. L'album fu pubblicato dalla ARC nel 1965 e vedeva l'interpretazione musicale affidata al gruppo beat I Kings, all'orchestra di Ennio Morricone e ai Cantori Moderni di Alessandroni.

## Tracce
Lato A
1. Il ballo della bussola
2. Passano
3. Cerca di capire
4. Un'anima pura
5. Così come sei
6. Te lo leggo negli occhi

Lato B
1. Ma c'è un momento del giorno
2. Fuoco del mio cuor
3. Spegni questa luce
4. Torna con me sulla luna
5. Lo sai tu?
6. Eravamo amici